# میدوی، شهرستان دیکالب، تنسی
میدوی (به انگلیسی: Midway) یک محدوده ثبت‌نشده‌ در ایالات متحده آمریکا است که در شهرستان دیکلب، تنسی واقع شده‌است. میدوی ۳۱۲٫۱۲ متر بالاتر از سطح دریا واقع شده‌است.